# 11379 Flaubert
11379 Flaubert este un asteroid din centura principală, descoperit pe 21 septembrie 1998, de Eric Elst.